# Ник Хорнби
Ник Хорнби (на английски: Nick Hornby) е британски сценарист и писател на бестселъри в жанра съвременен роман и документалистика.

## Биография и творчество
Ник Хорнби е роден на 17 април 1957 г. в Редхил, Съри, Англия. Баща му, сър Дерек Хорнби, е успешен бизнесмен. Родителите му се развеждат, когато той е на 11 години. Отраства в Мейдънхед с по-малката си сестра Джил и учи в езиковата гимназия там. Веднъж баща му го води в неделя следобед на футболен мач на „ФК Арсенал“ и той става техен запален фен.
Завършва Университета в Кеймбридж с диплома по английска литература. Работи първоначално към корейската фирма „Самсунг“ при посрещане на техните мениджъри във Великобритания. След това става учител по английски език и преподава английски като втори език за чужденци в обществения колеж „Парксайд“ в Кембридж. Едновременно пише статии за списание „Time Out“. От 1983 г. става журналист на свободна практика и публикува статии в „The Literary Review“, „The Sunday Times“ и други медии.
Първата му книга „Fever Pitch“ публикувана през 1992 г. е документална проза за живота и психологията на английските футболни запалянковци, основана на неговите лични преживявания във фен-клуба на „Арсенал“. Романът веднага става бестселър и „култово“ четиво на футболните фенове. Награден е с наградата „William Hill“ за най-добра спортна книга на годината. През следваща година е екранизиран с участието на Колин Фърт, а през 2005 г. излиза неговия американски римейк с участието на Джими Фалън и Дрю Баримор.
През 1995 г. излиза първият му роман „Ега ти животът“ – разказ за един мъж, който безкрайно се лута между страха от обвързване и страха от самота, един мъж, когото животът и жените постоянно прецакват на фона на невротичната диско музика. Той спечелва овациите на критиците по света и предложи на жените поглед към нецензурираните мисли, които обитават мъжките глави. Адаптиран е за киното през 2000 г. във филма „Момичета от класа“ с участието на Джон Кюсак, а през 2006 г. е поставен като мюзикъл на Бродуей.
През 1998 г. е издаден вторият му роман „Кажи ми, Маркъс“. Той е по-сериозен и сантиментален, а в центъра на действието отново стои емоционалният живот на един мъж. По него през 2002 г. е създаден филма „Маркъс“ с участието на Хю Грант, през 2003 г. ТВ филм, и ТВ сериал през 2013 г. През 1999 г. Ник Хорнби е отличен с наградата „Форстър“ на Американската академия за литература и изкуства.
В романа си „Трудно е да бъдеш добър!“ от 2001 г. писателят изследва съвременните нрави, брака и родителските задължения, като променя гледната точка и неговият главен герой е жена на средна възраст. Романът има огромен успех.
През 2005 г. е публикуван романът му „Дългият път надолу“, който е един вид „комедия на депресията“, според определението на автора. В него четирима случайни познати се мъчат да изберат борбата в живота пред изхода на самоубийството. Той е адаптиран за киното през 2013 г. в едноименния филм с участието на Розамунд Пайк.
Ник Хорнби адаптира автобиографичните мемоари на журналиста Лин Барбър в сценарий за игралния филм „Съзряване“, който излиза през 2009 г. с участието на Питър Сарсгард и Кери Мълиган.
През 2007 г. Хорнби издава юношеския роман „Slam“ (Шлем), в който животът на 16-годишния скейтбордист Сам се променя драстично, когато приятелката му забременява. За него получава награда за най-добър юношески роман на годината.
В романът му от 2009 г. „Джулиет, гола“ се представя историята на рок-звезда от 80-те, която е принудена да излезе от изолацията и да се срещне с най-върлите си фенове след преиздаване на най-известния му албум.
Хорнби е от авторите, които успяват да уловят масовия дух на обществото. Произведенията му са в характерния му стил – в първо лице, на мек жаргон и със задължителна самоирония.
Ник Хорнби има два брака. От първия си брак има син, който страда от аутизъм, поради което той е ангажиран с подпомагане на организации в помощ на деца аутисти. Вторият му брак е с Аманда Поузи, продуцент, с която имат двама сина.
Ник Хорнби живее в Хайбъри, Северен Лондон. Сестра му Джил Хорнби и съпруга ѝ Робърт Харис също са писатели.

## Произведения

### Самостоятелни романи
- High Fidelity (1995)
Ега ти животът, изд.: ИК „Кръгозор“, София (2001), прев. Михаил Чаков
- About a Boy (1998)
Кажи ми, Маркъс, изд.: ИК „Кръгозор“, София (2002), прев. Антоанета Дончева-Стаматова
- How to Be Good (2001)
Трудно е да бъдеш добър!, изд.: ИК „Кръгозор“, София (2001), прев. Михаил Чаков
- A Long Way Down (2005)
Дългият път надолу, изд.: ИК „Кръгозор“, София (2005), прев. Цветана Генчева
- Click (2007) – с Дейвид Аймонд, Еоин Колфър, Роди Дойл, Дебора Елис, Марго Ланаган, Грегъри Магуайър, Рут Озеки, Линда Сю Парк и Тим Уин-Джонс
- Slam (2007)
- Juliet, Naked (2009)
Джулиет, гола, изд. „Алтера“ (2012), прев. Вергил Немчев

### Новели
- Not a Star (2006)
- Everyone's Reading Bastard (2012)

### Сборници
- Big Night Out (2002) – с Джесика Адамс, Маги Алдерсон, Кандис Бушнел, Джоан Колинс, Ник Ърлс, Имоджен Едуардс-Джонс, Мариан Кийс, Карън Молине и Патрик Нийт
- Otherwise Pandemonium (2005)
- Noisy Outlaws, Unfriendly Blobs, and Some Other Things ... (2005) – с Джонатан Сафран Фейр, Нийл Геймън и Йон Соесизка
- Not a Star and Otherwise Pandemonium (2009)

### Сценарии (романизации)
- An Education: The Screenplay (2009)

### Документалистика
- Fever Pitch (1992)
- The Picador Book of Sportswriting (1997) – с Ник Колман
- 31 songs (2002) – издадена и като „Songbook“
- Nick Hornby's Polysyllabic Spree (2004)
- The Complete Polysyllabic Spree (2006)
- Housekeeping vs. Dirt (2006)
- Shakespeare Wrote for Money (2008)
- Pray: Notes on a Football Season (2012)
- More Baths, Less Talking (2012)

### Филмография
- 1994 The Ball Is Round – ТВ документален филм, дублаж
- 1997 Fever Pitch – по книгата, сценарий, епизодична роля на треньор
- 2000 Момичета от класа, High Fidelity – по романа
- 2002 The Real James Bond's Gadgets – ТВ документален филм, продуцент
- 2002 Маркъс, About a Boy – филм, по романа, изпълнителен продуцент
- 2003 About a Boy – ТВ филм, по романа
- 2005 Момиче за един сезон, Fever Pitch – по романа, изпълнителен продуцент
- 2009 Съзряване, An Education – сценарий, изпълнителен продуцент
- 2012 È nata una star?
- 2013 About a Boy – ТВ сериал
- 2013 Голямото скачане, A Long Way Down – по романа
- 2014 Моето приключение в дивото, Wild – сценарий
- 2015 Бруклин, Brooklyn – сценарий